# Imgur
imgur (prononcé [i.madʒœʁ] (im-ij-er)) est une société américaine fondée par Alan Schaaf en 2009 qui exploite un site d'hébergement d'images.

## Présentation
En 2011, ce service est utilisé quotidiennement par des millions d'internautes, servant au-delà de 30 téraoctets en images chaque jour. Le siège social de la société est à San Francisco aux États-Unis.
Ce site a été créé en réaction à des services semblables que Schaaf trouvait problématiques : « surchargés, confus et agaçants ».
Le site a reçu beaucoup de publicité dans les réseaux sociaux Reddit et Digg.

## Polémique
Dans une mise à jour de ses conditions d’utilisations du 19 avril 2023, Imgur a annoncé « retirer de la plateforme le contenu ancien, inutilisé et inactif qui n’est pas lié à un compte d’utilisateur, tout comme la nudité, la pornographie, et le contenu sexuellement explicite ». Le contenu ancien, inactif ou déposé sans compte par des internautes souhaitant rester anonymes disparaît également. Les utilisateurs ont jusqu’au 15 mai 2023 pour sauvegarder leurs données.

## Piratage
L'hébergeur annonce le 24 novembre 2017 avoir découvert la veille l’existence d’une importante faille de sécurité, touchant potentiellement les comptes de ses utilisateurs. Ce sont les comptes de 1,7 million d’utilisateurs qui ont été touchés par un vol de données personnelles qui s'est produit en 2014.
Ces données volées étaient chiffrées avec un protocole considéré comme dépassé aujourd'hui. La société a lancé un audit interne pour comprendre le déroulement du piratage et pourquoi il n'a été découvert qu'à l'aide d'une source externe. Les utilisateurs qui possédaient un compte sur le service en 2014 ont été invités à changer de mot de passe.

### Citations originales
1. ↑  (en) « bloated, confusing and annoying »